# کوزه‌داران
کوزه‌داران (Ascidiacea) رده‌ای از جانوران بی‌مهره دریازی از زیرشاخه آب‌دزدکان دریایی هستند. کوزه‌داران پالوده‌خوارند یعنی آب را برای به‌دست آوردن غذا از صافی خود می‌گذرانند.
کوزه‌داران شکلی کوزه‌ای دارند و پوشش بدن آن‌ها سخت و از جنس نوعی سلولوز است. بدن آن‌ها آب‌ششی سبدی دارد که آب را از صافی گذرانده و با این کار پلانکتونها را صید می‌کند. کوزه بدن آن‌ها یک حفره ورودی و یک حفره خروجی دارد. لارو کوزه‌داران در آب شناور است اما کوزه‌داران بالغ به سنگ‌های کف دریا چسبیده‌اند.
کوزه‌داران در آب‌های سراسر جهان یافت می‌شوند و به طور معمول در آب‌های کم‌عمق شورتر از ۲٫۵ درصد زندگی می‌کنند.
۲٬۳۰۰ گونه از کوزه‌داران شناسایی شده که به سه نوع اصلی بخش می‌شوند: کوزه‌داران تک‌زی، کوزه‌داران اجتماعی، که پایه‌هایشان را به طور جمعی به هم می‌چسبانند، و کوزه‌داران مجتمع‌زی، که کلنی‌هایی متشکل از تعداد زیادی فرد کوچک تشکیل می‌دهند که قطر این مجتمع‌ها به چند متر می‌رسد.

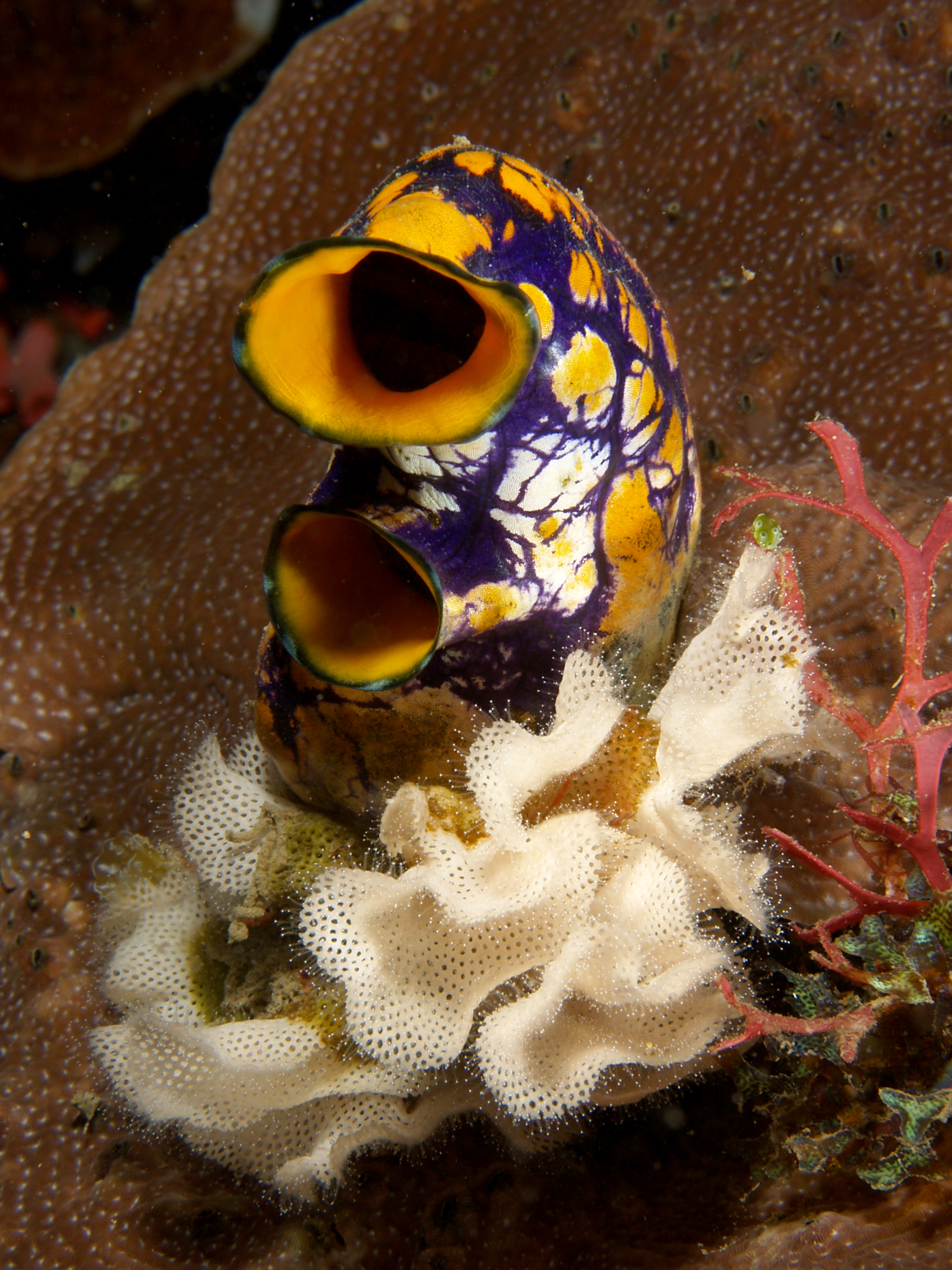
یکی از انواع کوزه‌داران به نام آبدزدک لکه‌دار که بر بستری از خزه‌زی سفید نشسته‌است.